# Ferencz István
Ferencz István (Edelény, 1944. január 27. –) a Nemzet Művésze címmel kitüntetett, Kossuth-díjas (2006) építész, a Moholy-Nagy Művészeti Egyetem tanára. Ferencz Marcel építész édesapja.

## Élete
Építész diplomáját 1973-ban szerezte meg az Iparművészeti Főiskolán. 1974 és 1976 között elvégezte a Magyar Építészek Szövetsége Mesteriskoláját Miskolcon. 1985-ben Ybl-díjban részesült. A Miskolci Építész Műhelyben dolgozik Bodonyi Csaba és Plesz Antal mellett. 1993-2002 építész tanszékvezető egyetemi tanár. 2006-ban Prima díjban részesült.

## Fontosabb építészeti munkái
- 1986: üzemi épület, III., Bécsi út-Farkastorki út sarka, Budapest
- Csillaghegyi téglagyár; saját családi ház, Budapest
- Újpesti művelődési központ, Budapest
- Miskolc, Avas-Dél Katolikus Egyházi Együttes temploma (1988-1994)
- 1987: CHEMOLIMPEX-irodaház bővítés, Budapest
- 1988: Múzsák könyvárusító pavilon, Kazincbarcika: OTP-fiók bővítése
- 1980: Jogi Kar, Miskolc
- 1987: gyógyszertár, Felsőhámor
- 1988: Tulipán-tömb rehabilitációja Farkas Pállal, Verseg
- 1987: CHEMOLIMPEX-vendégház, Budapest

## Belsőépítészeti és egyéb munkái
- 1988: díszletterv Britten Noé bárkája c. operájához, Diósgyőr
- 1983: Házasságkötő terem, belsőépítészeti munkák, Felsőzsolca
- 1978: Egészségügyi szakközépiskola belsőépítészeti munkái (építész Bodonyi Csaba), Budapest
- 1983: Kós-ház, belsőépítészeti munkák, Budapest
- 1988: Óbudai Alkotóközösség, Thonet-székek átalakítása, Budapest.

## Írásai
- Miskolc, Jókai úti malom átalakítása zeneközponttá, Mt., 1985/9.
- Nehézipari Műszaki Egyetem Jogi Kara, Miskolc, Mt., 1985/9.
- Miskolci Nehézipari Műszaki Egyetem Aula és Jogi Kar, Mt., 1987/3-4.
- Kós-ház helyreállítása, Miskolc, Magyar Építőművészet, 1988/1.
- Az Óbudai Alkotóközösség munkái, Magyar Építőművészet, 1988/6.

## Díjai
- Ybl Miklós-díj (1985)
- Kossuth-díj (2006)
- Prima díj (2006)
- A Magyar Érdemrend középkeresztje (2013)
- A Nemzet Művésze (2015)[2]